# 萜品
萜品（也称为：1,8-萜二醇），是一种有机化合物，分子式C10H20O2，曾作为祛痰药，美国食品药品监督管理局（FDA）发现其缺乏安全性和有效性的证据后，在1990年代开始禁止使用。